# ادوینا مونتباتن
ادوینا مونتباتن با نام کامل ادوینا سینتیا آنت مونتباتن، کنتس مونتباتن برمه (به انگلیسی: Edwina Cynthia Annette Mountbatten, Countess Mountbatten of Burma) (۲۸ نوامبر ۱۹۰۰ – ۲۱ فوریه ۱۹۶۰) همسر لوئیس مونتباتن آخرین نایب‌السلطنه هند بود.
ادوینا فرزند ویلفرد ویلیام اشلی نماینده محافظه‌کار مجلس و همسرش آمالیا مری ماود کسل بود. آمالیا فرزند ارنست کسل تاجر و بانکدار بود که در آن زمان یکی از ثروتمندترین مردان اروپا بود. ارنست کسل بعد از مرگ همسر و تنها دخترش، بخش بزرگی از ثروت خود را برای بزرگ‌ترین نوه‌اش ادوینا به ارث گذاشت. ادوینا در ۱۸ ژوئیه ۱۹۲۲ در کلیسای سنت مارگریت، وست‌مینستر با لوئیس باتنبرگ ازدواج کرد. این زوج دو فرزند به نام‌های پاتریشیا (۱۴ فوریه ۱۹۲۴ – ۱۳ ژوئن ۲۰۱۷) و پاملا (۱۹ آوریل ۱۹۲۹) داشتند.
ادوینا مونتباتن در سن ۵۹ سالگی در کوتا کینابالو صباح در خواب درگذشت. جسد او طبق درخواست خودش، در ۲۵ فوریه ۱۹۶۰ در نزدیکی پورتسموث از عرشه کشتی اچ‌ام‌اس ویکفول به آب انداخته شد. همسر او لوئیس در ۲۷ اوت ۱۹۷۹ بر اثر بمبی که ارتش جمهوری‌خواه ایرلند در قایقش کار گذاشته بود کشته شد. در این حادثه نوه ۱۴ ساله ادوینا و لوئیس نیز کشته شد.